# San Adriano de Lorenzana
Lorenzana (llamada oficialmente Santo Adrao de Lourenzá) es una parroquia española del municipio de Lorenzana, en la provincia de Lugo, Galicia.

## Otras denominaciones
La parroquia también es conocida por los nombres de San Adrián de Lourenzá y San Adriano de Lorenzana.

## Organización territorial
La parroquia está formada por veinticinco entidades de población:
- Batán (O Batán)
- Carballal (O Carballal)
- Casa Blanca (A Casa Branca)
- Currega de Abaixo (A Currega de Baixo)
- Currega de Arriba (A Currega de Riba)
- Currillón (O Currillón)
- Guxide
- Igresia (A Igrexa)
- Lanzós
- Lavandeira de Abaixo (Lavandeira de Baixo)
- Lavandeira de Arriba (Lavandeira de Riba)
- Nogueiredo
- Pantigueiras (As Pantigueiras)
- Pateira de Abaixo (A Pateira de Baixo)
- Pateira de Arriba (A Pateira de Riba)
- Penelas
- Pimento (O Pimento)
- Redondelo
- Ríos
- Rodeiro (O Rodeiro)
- Solleiro (O Solleiro)
- Susbarrás
- Valiña (A Valiña)
- Veiga (A Veiga)
- Vilar

## Demografía
| Gráfica de evolución demográfica de Lorenzana entre 2000 y 2020 |
|                                                                 |
| Datos según el nomenclátor publicado por el INE.                |

## Cultura
Hasta comienzos del curso 2009/2010, San Adriano contaba con una escuela unitaria para niños y niñas de hasta 8 años. Desde ese curso, debido a que no había el número de alumnos suficientes se cerró la escuela.

## Economía
En San Adriano hoy en día solamente hay una fábrica, que se llama "Maderas Seivane" y da trabajo a 4 personas. Se encarga del aserrado de tablas.
El motor de la economía corresponde al sector primario, con la ganadería de vacuno y el cultivo de alubias bajo la Indicación Geográfica Protegida "Fabas de Lourenzá".

## Turismo
En esta parroquia hay varios puntos desde los que se pueden apreciar unas estupendas vistas de todo el ayuntamiento.

## Festividades
En esta parroquia se celebran dos fiestas cada año. El 16 de junio se celebra una fiesta en honor del mártir San Adriano, es una romería a la que acuden muchos fieles de todo el ayuntamiento. El primer domingo de septiembre se celebra una fiesta que dura tres días, en honor de Santa Filomena. Además a lo largo del año, se celebran diversos actos de cena-baile en el campo de fiesta, organizados por los vecinos.